# Львовский гамбит
Льво́вский гамби́т — гамбитное продолжение дебюта Рети, возникающее после ходов: 
 1. Kg1-f3 d7-d5 
 2. e2-e4 d5:e4 
 3. Kf3-g5.
Относится к фланговым началам.

## История
В вышедшей в 1910 году на английском языке книге Кука этот дебют назывался «гамбитом Теннисона». Затем в 1917 году появилась статья, где он именовался уже «гамбитом Цукерторта». С 1924 года за этим началом окончательно укрепилось название «Львовский гамбит». В ряде источников также встречается наименование «Лембергский гамбит» (название города Львова в период с 1772 по 1918 год).
В турнирной практике встречается редко, так как дебютной инициативы белым не приносит. В то же время недооценивать возможности белых не стоит. Идея белых — попробовать отыграть пожертвованную пешку и заодно развить свои фигуры.
Львовский гамбит также может получиться из скандинавской защиты после ходов 2. Kg1-f3 d5:e4 3. Kf3-g5.

## Примерная партия
Генри Шрёдер — Френсис Блейк, Бруклин, 1912
1. Kg1-f3 d7-d5 2. e2-e4 d5:e4 3. Kf3-g5 Кg8-f6 4. Кb1-c3 Сc8-f5 5. Фd1-e2 c7-c6 6. Кg5:e4 Кb8-d7? 7. Кe4-d6х!